# Cecil (Wisconsin)
Cecil ist eine Gemeinde (mit dem Status „Village“) im Shawano County im US-amerikanischen Bundesstaat Wisconsin. Im Jahr 2010 hatte Cecil 570 Einwohner.

## Geografie
Cecil liegt im mittleren Nordosten Wisconsins am Ostufer des Shawano Lake, rund 45 km westlich der Green Bay des Michigansees.
Die geografischen Koordinaten von Cecil sind 44°48′36″ nördlicher Breite und 88°27′08″ westlicher Länge. Das Gemeindegebiet erstreckt sich über eine Fläche von 4,66 km² und wird vollständig von der Town of Washington umgeben, ohne dieser anzugehören.
Nachbarorte von Cecil sind Underhill (12 km nordöstlich), Green Valley (17,5 km östlich), Krakow (21,2 km ostsüdöstlich), Angelica (23,1 km südöstlich), Bonduel (8,4 km südlich), Shawano (13 km westsüdwestlich) und Keshena in der Menominee Indian Reservation der Menominee (21,7 km nordwestlich).
Die nächstgelegenen größeren Städte sind Green Bay am Michigansee (53,1 km südöstlich), Wisconsins größte Stadt Milwaukee (231 km südsüdöstlich), Chicago in Illinois (377 km in der gleichen Richtung), Appleton (62,9 km südlich), Wisconsins Hauptstadt Madison (230 km südsüdwestlich), Wausau (111 km westlich), Eau Claire (267 km in der gleichen Richtung), die Twin Cities in Minnesota (390 km ebenfalls in der gleichen Richtung), Duluth am Oberen See in Minnesota (472 km nordwestlich) und Sault Ste. Marie in der kanadischen Provinz Ontario (454 km nordöstlich, gegenüber von Sault Ste. Marie, Michigan).

## Verkehr
In Cecil treffen die Wisconsin State Highway 22 und 117 zusammen. Alle weiteren Straßen sind untergeordnete Landstraßen, teils unbefestigte Fahrwege sowie innerörtliche Verbindungsstraßen.
Mit dem Shawano Municipal Airport befindet sich 11,8 km westsüdwestlich ein kleiner Flugplatz. Der nächste Verkehrsflughafen ist der Austin Straubel International Airport von Green Bay (52,7 km südöstlich).

## Bevölkerung
Nach der Volkszählung im Jahr 2010 lebten in Cecil 570 Menschen in 262 Haushalten. Die Bevölkerungsdichte betrug 122,3 Einwohner pro Quadratkilometer. In den 262 Haushalten lebten statistisch je 2,18 Personen. 
Ethnisch betrachtet setzte sich die Bevölkerung zusammen aus 93,0 Prozent Weißen, 0,2 Prozent (eine Person) Afroamerikanern, 4,2 Prozent amerikanischen Ureinwohnern sowie 1,1 Prozent aus anderen ethnischen Gruppen; 1,6 Prozent stammten von zwei oder mehr Ethnien ab. Unabhängig von der ethnischen Zugehörigkeit waren 2,1 Prozent der Bevölkerung spanischer oder lateinamerikanischer Abstammung. 
17,7 Prozent der Bevölkerung waren unter 18 Jahre alt, 62,8 Prozent waren zwischen 18 und 64 und 19,5 Prozent waren 65 Jahre oder älter. 52,5 Prozent der Bevölkerung waren weiblich.
Das mittlere jährliche Einkommen eines Haushalts lag bei 50.156 USD. Das Pro-Kopf-Einkommen betrug 21.894 USD. 16,9 Prozent der Einwohner lebten unterhalb der Armutsgrenze.